# تومور سلول ژانت در غلاف تاندون
تومور سلول ژانت در غلاف تاندون (انگلیسی: Giant-cell tumor of the tendon sheath) که با نام‌های سینوویومای ژانت سل و تنوسینوویت ندولار هم شناخته می‌شد، یک ضایعهٔ سخت با قطر ۱ تا ۳ سانتی‌متر است که اغلب در تاندون انگشتان، دست‌ها، مچ با ترجیح سطوح فلکسور دیده می‌شود.
این تومور بیشتر در غلاف تاندون‌های مچ دست و انگشتان افراد ۲۰ تا ۵۰ ساله دیده می‌شود که فاقد درد بوده و می‌توانند باعث خوردگی سطح استخوان می‌شوند. راه درمان این بیماری، جراحی است، اما این تومور پس از درمان، تمایل به عود مجدد دارد.